# Elana
Elana – nazwa handlowa włókien poliestrowych produkowanych z poli(tereftalanu etylenu) (PET), tkanina otrzymywana z tych włókien również nazywana jest elaną.

## Cechy materiału
W połączeniu z bawełną jako elanobawełna czy wełną jako elanowełna nadawała się doskonale do produkcji ubrań, płaszczy i sukienek. Odporna na ścieranie. Uchodziła za niezgniatalną. Stosowana do koszul typu non-iron (ang.: nie prasować), modnych w okresie PRL, zwłaszcza w latach 70.

## Produkcja
Technika produkcji bardzo popularna w Polsce i na świecie, zwłaszcza w PRL, w latach 60. i 70. XX wieku. Wiązała się z dużą liczbą fabryk przemysłu ciężkiego i chemicznego budowanych w tamtym czasie. Zakładem produkcji włókien „elany” były Zakład Włókien Sztucznych „Elana” w Toruniu (od 2004 roku Boryszew Spółka Akcyjna Oddział Elana w Toruniu).
Włókna poliestrowe produkowane mogą być z tworzywa pochodzącego z recyklingu, np. w „Elanie” wykorzystuje się w tym celu płatki uzyskane ze zmielonych butelek PET.